# 清水哲平
清水 哲平（しみず てっぺい、1979年11月15日 - ）は、日本の作曲家、編曲家、ギタリスト、ベーシスト。三人組バンドTHYMEの元メンバー。愛知県豊田市出身。スマイルカンパニー所属。

## 提供作品
井口裕香
- 「Grow Slowly」（編曲）
- 「Never Knew Till Now」（編曲）

=LOVE
- 「ようこそ!イコラブ沼」（編曲）
- 「My Voice Is For You」（編曲）

伊藤静
- 「Dreamer」（編曲）

入野自由
- 「それでもなお」（編曲）

上野優華
- 「すだちパッション」（編曲）

AKB48グループ
- AKB48
  - 「365日の紙飛行機」（編曲）
- SKE48
  - 「フラフープでGO!GO!GO!」（編曲）
- NMB48
  - 「アーモンドクロワッサン計画」（編曲）
  - 「奥歯」（編曲）
- HKT48
  - 「そこで何を考えるか?」（編曲）

小野賢章
- 「Mr.Trickstarr」（作曲・編曲）

小野友樹
- 「あの娘とツイスト」（作曲・編曲）

梶裕貴
- 「sense of wonder」（編曲）
- 「Hello!」（編曲）

神谷浩史
- 「ハレバレハート」（編曲）
- 「ミラーワールド」（編曲）

川畑要（CHEMISTRY）
- 「My Treasure」（編曲）

喜多修平
- 「その時が来るまで」（編曲）

寿美菜子
- 「brilliant focus」（作曲・編曲）

佐藤優樹
- 「グリーン・フラワー」（編曲）

ジャニーズ事務所関連
- A.B.C-Z
  - A.B.C-Z
    - 「InaZuma☆Venus」（編曲）

  - 戸塚祥太
    - 「ドラマ」（編曲）
    - 「Dolphin」（共作曲・編曲）（戸塚祥太と共作）
    - 「星が光っていると思っていた」（共作曲・編曲）（戸塚祥太と共作）

  - 塚田僚一
    - 「へそのお」（編曲）
- SMAP
  - 「Simple」（共作曲）（Axel Bellinder・Stefan Engblomと共作）
- Sexy Zone
  - 「With you」（編曲）
  - 「スキすぎて」（編曲）

CYNHN
- 「はりぼて」（編曲）
- 「空気とインク」（編曲）
- 「wire」（編曲）
- 「ラルゴ」（編曲）

鈴村健一
- 「ある惑星の話」（作曲・編曲）

スフィア
- 「イマジネーションは終わらない」（編曲）
- 「虹色の約束」（編曲）

高垣彩陽
- 「STAY HERE!」（編曲）
- 「3 leaf clover」（編曲）

ちょうちょ
- 「虹の朝に」（編曲）

ななみ
- 「Dahlia」（編曲）
- 「ノイズ」（編曲）

前田敦子
- 「この胸のメロディー」（編曲）
- 「遠回り」（編曲）

M!LK
- 「反抗期アバンチュール」（編曲）

MILLEA
- 「ドレミ」（編曲）

μ's
- 「愛してるばんざーい!」（編曲）
- 「SENTIMENTAL StepS」（編曲）

ユンナ
- 「ゆびきり」（作曲・編曲）

吉本坂46
- 「君の唇を離さない」（作曲）

### アニメソング
アウトブレイク・カンパニー 萌える侵略者
- 「あなたの言葉」（編曲）

IS 〈インフィニット・ストラトス〉
- 「Change my mind」（編曲）

カードファイト!! ヴァンガード アジアサーキット編
- 「LET'S JOIN “THE” VANGUARD」（共作曲・編曲）（作曲は大石邦雄と共作）

神のみぞ知るセカイ 女神篇
- 「Raison d'etre」（編曲）

GJ部
- 「balance unbalance 〜ホントウ ノ ワタシ〜」（編曲）

黒子のバスケ
- 「Challenger Spirit」（編曲）

THE UNLIMITED 兵部京介
- 「ALIVE」（編曲）

少年ハリウッド -HOLLY STAGE FOR 49-
- 「キラキラDREAMER」（編曲）
- 「真っ赤なプライド」（編曲）

ニセコイ
- 「曖昧ヘルツ」（編曲）
- 「想像ダイアリー」（編曲）

ノブナガ・ザ・フール
- 「DEDICATE」（編曲）

八犬伝―東方八犬異聞―
- 「White Wish」（編曲）

## レコーディング参加
上野優華
- 「すだちパッション」（ギター）

AKB48関連
- AKB48
  - 「Green Flash」（ギター）[3]
  - 「僕たちは戦わない」（ギター）[3]
  - 「365日の紙飛行機」（ギター・ベース）

小野賢章
- 「Mr.Trickstarr」（ギター・ベース）

川畑要（CHEMISTRY）
- 「My Treasure」（ギター・ベース）

ジャニーズ事務所関連
- A.B.C-Z
  - 戸塚祥太
    - 「ドラマ」（ギター）

CYNHN
- 「はりぼて」（ギター）

スフィア
- 「イマジネーションは終わらない」（ギター・ベース）

ニセコイ
- 「曖昧ヘルツ」（ギター・ベース）
- 「想像ダイアリー」（ギター・ベース）

M!LK
- 「反抗期アバンチュール」（ギター）

MILLEA
- 「ドレミ」（ギター）

μ's
- 「SENTIMENTAL StepS」（ギター）